# روس ستيوارت (لاعب كرة قدم)
روس ستيوارت (بالإنجليزية: Ross Stewart)‏ هو لاعب كرة قدم بريطاني في مركز الهجوم، ولد في 1 سبتمبر 1996 في Irvine, North Ayrshire ‏ في المملكة المتحدة. لعب مع نادي سانت ميرين.

## وصلات خارجية
- روس ستيوارت (لاعب كرة قدم) على موقع الاتحاد الإسكتلندي (الإنجليزية)
- روس ستيوارت (لاعب كرة قدم) على موقع قاعدة بيانات كرة القدم.إي يو (الإنجليزية)
- روس ستيوارت (لاعب كرة قدم) على موقع ناشيونال فوتبول تيمز (الإنجليزية)
- روس ستيوارت (لاعب كرة قدم) على موقع Soccerbase.com (لاعب) (الإنجليزية)
- روس ستيوارت (لاعب كرة قدم) على موقع Soccerway.com (الإنجليزية)